# Twike
El Twike (composició de Twin i Bike) és un vehicle elèctric lleuger (L.E.V.) de tracció mixta humana i elèctrica, dissenyat per portar dos passatgers amb les respectives maletes. Pot ser conduït en mode només elèctric o elèctric + pedalejant.
Pedalar augmenta l'abast o autonomia del vehicle, però no n'augmenta la velocitat màxima. El vehicle no pot ser propulsat únicament a pedals. Un sistema de frenada antibloqueig regenerativa captura l'energia de la desacceleració i la carrega a les bateries (controlades per ordinador).
Construït de materials lleugers com alumini i plàstic, aquest tricicle de 246 kg porta un motor elèctric de 3 kW i bateria de 336 volts que pot ser
- bateria de Níquel i Cadmi de 10 ampere hora de càrrega elèctrica i 50 a 90 km d'autonomia.
- bateria de Níquel i Hidrur metàl·lic de 17,8 ampere hora de càrrega elèctrica i 80 a 140 km d'autonomia.
- bateria de Lithium-Mangan:>500 km d'autonomia.

Els propietaris de Twikes, que s'autoanomenen pilots, organitzen regularment trobades i curses per popularitzar el vehicle i intercanviar experiències.
Originalment desenvolupat a Suïssa, el fabrica actualment a Alemanya l'empresa "FINE Mobile GmbH"
Actualment (2019) han desenvolupat nous models (Twike4 com a prototip i ara Twike 5, amb fins a 500km d'autonomia i més de 120km/h de velocitat màxima)

## Dades d'operació
Francesc Baselga, propietari d'un Twike, proporciona les següents dades
Velocitat mitjana50 a 60 km/h
Velocitat màxima95 km/h
Temps de càrrega2 hores
Cost d'una càrrega0,30 € que et permeten fer 60 km.

## Mode d'operació

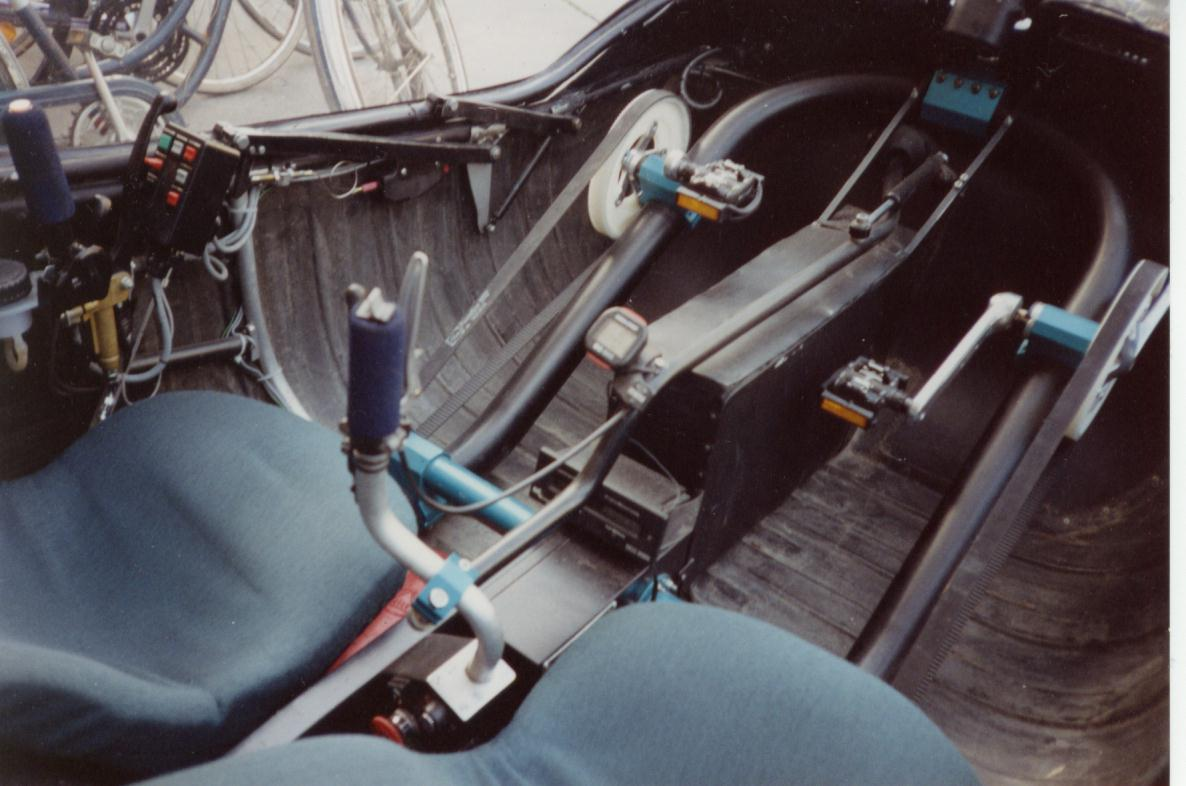
interior d'una versió anterior [http://www.greenfleet.info

En moviment el Twike es controla amb una palanca de control, més semblant al braç d'un timó de barca que al joystick d'ordinador. A plena càrrega pot fer entre 40 i 90 km de recorregut per càrrega si les bateries són de níquel i cadmi, o 140 km si són de níquel i hidrur metàl·lic, depenent del terreny, velocitat, pes dels passatgers i càrrega, i el pedalejar del conductor i el passatger.
L'ordinador de bord del Twike controla tots els aspectes de càrrega i descàrrega de les bateries i l'ús de l'energia. Es poden modificar paràmetres que afecten al rendiment, major o menor acceleració així com a l'autonomia. Els usuaris de Twike Amèrica han informat d'haver atès velocitats per damunt dels 105 km/h.